# Kotra
Kotra fou un antic cantonment (camp militar) britànic a l'estat de Mewar (Udaipur) al sud-oest del principat, a uns 60 km al sud-est d'Udaipur (Rajasthan). Hi va estar acantonat un destacament (dos companyies) del Mewar Bhil Corps, el comandant dels quals era ajudant del superintendent polític de les Muntanyes (Hill Tracts) (vegeu Kherwara). Era en una vall prop de la confluència del rius Wakal i Sabarmati. El bhumiat (territori d'un bhúmia o cap) de Kotra estava format per 242 pobles amb 16.738 habitants dels quals més de dos terços eren bhils, i estaven governats pels giràsies (caps menors) de Jura, Oghna i Panarwa, que pagaven un petit tribut al darbar de Mewar.